# الدعارة في فلسطين
تعتبر الدعارة في الارضي الفلسطينية غير قانونية  بموجب قانون السلطة الفلسطينية . رغم غير قانونية الدعارة إلا أن هناك وجود اماكن منتشرة في رام الله يتم بها نشر الدعارة[بحاجة لمصدر].ويعتبر بالمجتمع الفلسطيني ممارسة الجنس قبل الزواج من المحرمات.